# Championnats de France de triathlon 2022
Navigation
2021 2023
Les championnats de France de triathlon 2022 se déroulent le 4 juin 2022, à Pontivy, sur une épreuve de distance S pour le titre individuel et sur une épreuve en équipe de relais mixte pour le titre de cette spécialité.

## Palmarès
Les tableaux présentent le « Top 10 » hommes et femmes des catégories élites.
|                    | Triathlète        | Temps       |
| ------------------ | ----------------- | ----------- |
| Médaille d'or      | Thomas Sayer      | 55 min 22 s |
| Médaille d'argent  | Aurélien Jem      | 55 min 35 s |
| Médaille de bronze | Casimir Moine     | 55 min 55 s |
| 4                  | Hugo Winock       | 56 min 1 s  |
| 5                  | Arnaud des Boscs  | 56 min 5 s  |
| 6                  | Kilian Carpentier | 56 min 5 s  |
| 7                  | Sébastien Pascal  | 56 min 6 s  |
| 8                  | Pol Le Bot        | 56 min 8 s  |
| 9                  | Yann Allichon     | 56 min 11 s |
| 10                 | Romain Hallé      | 56 min 18 s |

|                    | Triathlète             | Temps          |
| ------------------ | ---------------------- | -------------- |
| Médaille d'or      | Kristelle Congi        | 1 h 2 min 14 s |
| Médaille d'argent  | Candice Denizot        | 1 h 2 min 35 s |
| Médaille de bronze | Charlotte Faivre       | 1 h 3 min 26 s |
| 4                  | Morgan Branchoux       | 1 h 3 min 55 s |
| 5                  | Léna Vaillier-François | 1 h 4 min 6 s  |
| 6                  | Célia Merle            | 1 h 4 min 13 s |
| 7                  | Marie Wattiez          | 1 h 4 min 15 s |
| 8                  | Juliette Duquesne      | 1 h 4 min 31 s |
| 9                  | Léa Marchal            | 1 h 6 min 9 s  |
| 10                 | Céline Senia           | 1 h 6 min 17 s |